# Stig Egnell
John Stig Roland Egnell, född 30 augusti 1936 i Mariestad, är en svensk arkitekt.
Egnell, som är son till kamrer John Egnell och Elsa Andersson, avlade studentexamen i Skövde 1955 samt utexaminerades från Chalmers tekniska högskola 1960 och från Kungliga Konsthögskolan 1966. 
Egnell var arkitekt vid AB Vattenbyggnadsbyrån (VBB) från 1960, där han senare blev chef för samhällsplaneringsavdelningen. Tillsammans med Gunnar Lindman utförde han stadsplan för SAF:s bostadsområde S:t Augustin på Kanarieöarna (1962). Han var en av arkitekterna för VBB:s "svamptorn" i Kuwait City. Han hade bland annat uppdrag för Förenta Nationerna som planexpert på Bahamas och var i mitten av 1970-talet chef för VBB:s lokalkontor i Brasilien. 
Egnell blev stadsbyggnadsdirektör i Göteborgs kommun 1987 efter Karl-Henry Henriksson, en post som hade innehade till 1993.
Egnell var kurator för Västgöta nation i Göteborg 1959–1960. Av Chalmers tekniska högskola tilldelades han John Ericssonmedaljen.